# كانغ مال جيوم
كانغ مال جيوم (بالكورية: 강말금)‏ هي ممثلة كورية جنوبية، ولدت يوم 3 يناير 1979 في بوسان في كوريا الجنوبية.

## روابط خارجية
- كانغ مال-جيوم على موقع IMDb (الإنجليزية)
- كانغ مال-جيوم على موقع قاعدة بيانات الفيلم (الإنجليزية)
- كانغ مال-جيوم على موقع كينوبويسك (الروسية)